# R. Wyndham Walden
R. Wyndham Walden, egentligen Robert Wyndham Walden, född 2 augusti 1844 i New York i New York, död 28 april 1905 i Middleburg i Maryland, var en amerikansk galopptränare. Han var en av de mest framgångsrika galopptränarna i USA under slutet av 1800-talet. Han valdes in i National Museum of Racing and Hall of Fame 1970.
Han flyttade med sin hustru Caroline 1872 från New York till Middleburg i Carroll County, Maryland där de etablerade Bowling Brook Farm för att föda upp och träna fullblodshästar.

## Rekord
Wyndham Walden tränade sin första Preakness Stakes-vinnare 1875, Tom Ochiltree, och två år senare började en serie med fem raka segrar med hästar som alla ägdes av George L. Lorillard. Walden vann Preakness för sjunde gången 1888 med sin egen häst Refund. Segern blev rekord för en tränare, som fortfarande står sig, och numera är delad med Bob Bafferts sju segrar. Under en karriär som sträckte sig över 31 år mellan 1872 och 1902 vann han även Belmont Stakes fyra gånger och tränade mer än 100 stakesvinnare.

## Familj
R. Wyndham Waldens son Robert J. Walden segrade i 1899 års Kentucky Derby med Manuel, ägd av bröderna Alfred och Dave Morris. Hans dotter Minnie Walden gifte sig med jockeyn Fred Littlefield som red Refund vid segern i Preakness Stakes 1888 och även Bowling Brook vid segern i Belmont Stakes 1898.